# ماغدالينا نيونر

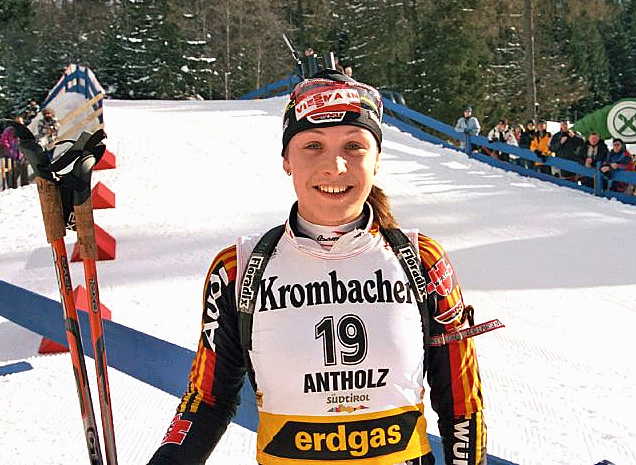
ماغدالينا نوينر في راسن أنثولز في 2006

ماغدالينا نوينر (بالألمانية: Magdalena Neuner) وهي متسابقة بياثلون سابقة ألمانية ولدت في يوم 9 فبراير 1987 في بلدة غارميش-بارتنكيرخن وتعتبر أكثر متسابقة نجاحاً في بطولة العالم للبياثلون حيث فازت 12 مرة بالميدالية الذهبية، إضافة لفوزها بمداليتين ذهبتين في الأولمبياد الشتوية، وفي عُمر 21 عام أصبحت أصغر متسابقة تفوز بسلسلة مداليات ذهبية في بطولة العالم.

## روابط خارجية
- ماغدالينا نيونر على موقع IMDb (الإنجليزية)
- ماغدالينا نيونر على موقع قاعدة بيانات الفيلم (الإنجليزية)
- ماغدالينا نيونر على موقع كينوبويسك (الروسية)
- ماغدالينا نيونر على موقع IBU (الإنجليزية)
- ماغدالينا نيونر على موقع الاتحاد الدولي للتزلج (التزلج الريفي) (الإنجليزية)
- ماغدالينا نيونر على موقع اللجنة الأولمبية الدولية (الإنجليزية)
- ماغدالينا نيونر على موقع أوليمبيديا (الإنجليزية)